# Domweg gelukkig, in de Dapperstraat

Pand in de Dapperstraat met het gedicht van J.C. Bloem erop

De bundel Domweg gelukkig, in de Dapperstraat van de redacteuren C.J. Aarts en M.C. van Etten, waarvan de eerste druk in 1990 verscheen, bevat een beknopt overzicht van de Nederlandstalige dichtkunst van de elfde eeuw tot heden. De bundel is vernoemd naar de laatste regel van het gedicht De Dapperstraat van J.C. Bloem uit 1945.

## Samenstelling
De redactie kreeg een contract waarin stond dat zij een bloemlezing moest samenstellen van de bekendste gedichten uit de Nederlandse literatuur. Smaak deed dus niet ter zake. Aarts en Van Etten zijn daarom uitgegaan van de 125 gedichten die het vaakst voorkwamen in schoolboeken en bloemlezingen. Deze gedichten vormen de helft van de bundel.
Deze methode deed echter geen recht aan de hele opdracht. Om te beginnen was ze in het nadeel van de moderne poëzie, die nu eenmaal minder vaak in bloemlezingen e.d. kon zijn opgenomen. Ten tweede had de uitgever expliciet gezegd dat ook de volksere poëzie, zoals de gedichten van Nel Benschop, er een plaats in moesten krijgen. Zulke dichters worden in het algemeen niet in schoolboekjes en bloemlezingen opgenomen, omdat kunstpausen ze daarvoor te min vinden.
Om dit probleem te ondervangen vroegen zij in hun eigen netwerk welke verzen waren blijven hangen bij de mensen. Tevens hielden zij tijdens de tiende Nacht van de Poëzie in Utrecht een enquête. Daaruit volgden diverse modernere gedichten.
De samenstellers besloten ook kinderversjes en liedjes in de bundel op te nemen, maar waren daarmee wel terughoudend. Liedjes zijn veel bekender dan geschreven poëzie, en ook veel kinderpoëzie is algemeen bekend op een manier zoals volwassen poëzie dat nooit kan zijn. Bij een evenredige vertegenwoordiging had de hele bundel uit liederen en kinderversjes bestaan. Daarom maakten ze een selectie: wat de liederen betreft werden vooral de Geuzenliederen en de liedjes van Heije en Viotta opgenomen, bij kinderpoëzie kozen de samenstellers voor een handvol gedichten van de beste en bekendste auteurs.
Poëzie die tijdens de Tweede Wereldoorlog in het geheim werd geschreven heeft een prominente plaats gekregen. De samenstellers wilden zich niet beperken tot De achttien doden van Jan Campert (dat vaak in bloemlezingen heeft gestaan en de selectie daarom toch wel haalde), maar kozen ook voor andere gedichten die in verzetskringen hoge ogen hadden gegooid.
Net als in veel andere bloemlezingen konden lange gedichten, zoals Herman Gorters Mei, niet integraal worden opgenomen. Om toch een goed beeld van de  Nederlandstalige poëzie te geven besloten Aarts en Van Etten dan in ieder geval plaats in te ruimen voor de bekendste fragmenten van zulke gedichten. 
Gedichten van Gerard Reve ontbreken, omdat hij categorisch toestemming weigerde voor opname ervan in bloemlezingen.
Oorspronkelijk omvatte de bundel gedichten tot en met 1988; het recentste gedicht was Allerzielen van Willem Wilmink. Bij diverse nieuwe drukken is de selectie uitgebreid; sinds de 33e druk staan er gedichten tot en met 2020 in. Bovendien bleek een gedicht van Hans Lodeizen, dat vaak als geheel gebloemleesd was, in werkelijkheid uit twee gedichten te bestaan. Het aantal gedichten is daardoor gegroeid van 251 tot 329.